# Ráztoka (přítok Oravy)
Ráztoka je potok na horní Oravě, v západní části okresu Tvrdošín. Je to pravostranný přítok Oravy, měří 6,9 km a je tokem IV. řádu.

## Pramen
Pramení v Oravské Maguře, v podcelku Budín, na severozápadním svahu Priehyb (978,0 m n. m.) v nadmořské výšce přibližně 915 m n. m..

## Popis toku
V pramenné oblasti teče jihozápadním směrem, po přibrání pravostranného přítoku vycházejícího východně od kóty 1 058,6 m se postupně stáčí a pokračuje jihovýchodním směrem. Vtéká do Oravské vrchoviny, zleva přibírá přítok z jižního svahu Priehyb, zprava přítok z východního svahu Budína (1 222,0 m n. m.) a dále opět zleva postupně tři přítoky: krátký přítok (686,8 m n. m.) z lokality Črchľa, přítok z jižního svahu Javorového vrchu (1 076,1 m n. m.) a přítok pramenící severozápadně od kóty Vrch (717,7 m n. m.). Následně protéká Zemianskou Dedinou, z pravé strany přibírá svůj nejvýznamnější přítok, Hldočín a potok se stáčí na východ, přičemž vytváří oblouk prohnutý na jih. Dále přibírá Suchý potok zleva, mění směr toku na jihovýchod, protéká chatovou oblastí a mezi Nižnou a Tvrdošínem ústí v nadmořské výšce cca 563 m n. m. do Oravy.

## Jiné názvy
- Priekopa
- nářečně: Rástoka